# Nicolas N'Koulou
Nicolas Alexis Julio N'Koulou N'Doubena (n. 27 martie 1990), cunoscut mai mult ca Nicolas N'Koulou, este un fotbalist camerunez care evoluează la clubul Olympique Lyon în Ligue 1 și la echipa națională de fotbal a Camerunului pe postul de fundaș.